# Attagenus extinctus
Attagenus extinctus is een keversoort uit de familie spektorren (Dermestidae). De wetenschappelijke naam van de soort werd in 1865 gepubliceerd door C. Heyden & L. Heyden.